# Giovanni Colonna (kompozytor)
Giovanni Paolo Colonna (ur. 16 czerwca 1637 w Bolonii, zm. 28 listopada 1695 tamże)  – włoski kompozytor, organista, pedagog i organmistrz.

## Życiorys
Jego ojcem był Antonio Colonna zw. Antonia dal Corno alias Colonno, organista i organmistrz działający w połowie XVII w. w Brescii, a później w Bolonii . 
Giovanni uczył się w Bolonii u Agostina Filipucciego, a następnie w Rzymie u Antonia Abbatiniego, Orazia Benevoliego i Giacoma Carissimiego .
Podczas pobytu w tym mieście był przez jakiś czas organistą w bazylice św. Apolinarego przy Termach. Po powrocie do Bolonii w 1659 został drugim, a dwa lata później pierwszym organistą w bazylice św. Petroniusza . W latach 1666–1688 pełnił tam również funkcję konserwatora organów. 
Był członkiem Accademia dei Filaschisi, a następnie jednym z założycieli Accademia del Filarmonemonici. Od listopada 1674 roku aż do końca życia piastował stanowisko maestro di capella w tym kościele. Jednocześnie w latach 1673-1688 był nim w kościele Madonna di Galliera, a w latach 1689-1690 w kościele św. Jana na Górze (Chiesa di San Giovanni in Monte) . 
W 1685 wspólnie z Giovannim Battistą Vitalim i innymi muzykami, uznając wyższość szkoły bolońskiej nad rzymską, wystąpił publicznie przeciwko stosowaniu przez Arcangelo Corellego równoległych kwint . 
Około 1694 roku papież Innocenty XII powołał go na stanowisko maestro di capella w bazylice św. Piotra na Watykanie, lecz Colonna z powodu złego stanu zdrowia nie mógł przyjąć tego stanowiska . 